# Mamaru
Mamaru è il quattordicesimo album in studio del cantante e drag queen statunitense RuPaul, pubblicato nel 2022.

## Tracce
Testi e musiche di RuPaul Charles & Frederick Miñano.
1. Just What They Want – 3:12
2. Catwalk (featuring Skeltal Ki) – 2:55
3. Smile – 2:37
4. Fascination – 2:44
5. Blame It on the Edit – 3:02
6. Who Is She – 3:06
7. Pretty Pretty Gang Gang – 2:56
8. Mother of the House – 3:29
9. Catwalk (Reprise) – 2:45
10. Queendom – 3:26